# Sonia Leimer
Sonia Leimer (* 1977 in Meran, Südtirol) ist eine italienische Installationskünstlerin.

## Leben

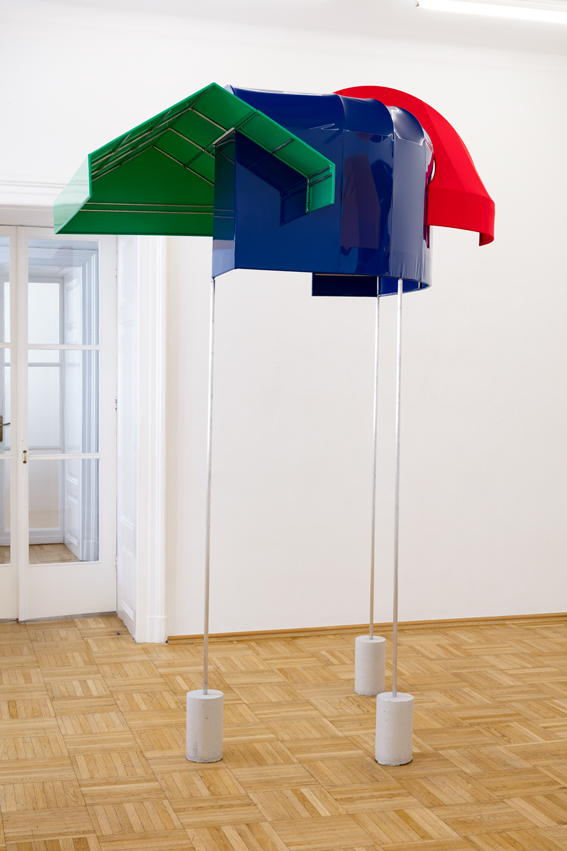
Sonia Leimer 'Awning' 2021, 273 × 200 × 154 cm, Aluminium, Acryl, PVC, Beton. Galerie nächst St. Stephan, Wien

Sonia Leimer studierte Architektur an der TU Wien und der Akademie der bildenden Künste Wien bei Nasrine Seraji, Joost Meuwissen und Odile Decq (2001–2004). Sie ist Gründungsmitglied des Architekturbüros „Nullmaschine“. Von 2005 bis 2012 moderierte sie die monatliche Radiosendung „Image and the City“ bei Radio Orange. Von 2012 bis 2016 hatte sie einen Lehrauftrag an der Akademie der bildenden Künste zusammen mit Martin Guttmann Wien. Sie unterrichtete mit Karin Sander „Installation und Architektur“ an der ETH Zürich, Fachbereich Architektur und Kunst (2017–2018). 2019 folgte eine Projektzusammenarbeit mit Alessandra Cianchetta an der Cooper Union in New York City.

## Werk
Leimer schafft Skulpturen, Videos und Installationen, die sich zwischen realen Orten und imaginären Kontexten bewegen. Raum ist ein Schlüsselthema in ihren Arbeiten, sowohl der „urbane Raum“ als auch der „Weltraum“. Räume und Objekte, die in konkreten historischen Zusammenhängen entstanden sind, erfahren dabei eine Transformation, die Geschichte und gesellschaftlichen Wandel erfahrbar machen sollen.

## Ausstellungen (Auswahl)

### Gruppenausstellungen
- 2008: Manifesta 7[4] in Rovereto
- 2013, 2015: Moskau Biennale[5]
- 2017: 9. Vladivostok Biennale for Visual Arts[6]
- 2021: 17. Architekturbiennale Venedig[7] (gemeinsam mit Alessandra Chianchetta) und der Vienna Biennale[8]

### Einzelausstellungen
- 2010: No Site to Fall in, Salzburger Kunstverein, Salzburg[9]
- 2012: Space Holder, Galerie nächst St. Stephan
- 2014: WOW!, Los Angeles Museum of Modern Art[10] (2014), im MAK Center for Art and Architecture, Los Angeles (2012), im Kunstverein Basis[11]
- 2017: Autoterritorium (Skulpturen und Installation), Taxispalais – Kunsthalle Tirol
- 2020: Space Junk, Museion (Bozen)[12]

## Ausstellungskataloge (Auswahl)
- Sonia Leiner, Autoterritorium. Hrsg.: Taxispalais – Kunsthalle Tirol, Verlag für moderne Kunst, Wien 2017, ISBN 978-3-903153-48-6
- Space Junk. Sonia Leimer. Hrsg.: Museion – Museum für moderne Kunst, Verlag Hatje Cantz, Berlin 2020, ISBN 978-3-7757-4910-7

## Preise und Stipendien
Sonia Leimer war Gewinnerin der 4th Edition des Italian Council Award, des MAK Schindler Stipendiums, des Staatsstipendiums für bildende Kunst, des Atelierstipendiums New York, des Margarete Schütte-Lihotzky-Stipendiums und des Paul-Flora-Preises.